# کیمبرلی، نورفک
کیمبرلی (به انگلیسی: Kimberley) یک روستا و محله مدنی در بریتانیا است که در South Norfolk واقع شده‌است. کیمبرلی ۱۵۴ نفر جمعیت دارد.